# 陳家太極拳
陳家太極拳（ちんかたいきょくけん、陳氏太極拳・陳式太極拳）は、中国河南省温県陳家溝在住の陳氏一族を中心に伝承されている中国武術。
陳家太極拳は太極拳という名がついているが、本来は通臂拳から生まれた炮捶という拳術であり、陳家溝の近くに伝わった張三丰の太極拳を身につけていた蒋発から、陳長興が学んだものである。後に、北京に赴いた陳発科は、陳家の拳法は太極拳であるのかという問いに、炮捶であると答えており、太極拳ではないという蓋然性が高い。楊家太極拳とその支流の太極拳とは全く別物である。全ての太極拳の源流であるという説は、中国共産党の国家体育委員会による政策の「中国体育史研究」に参加して、唐豪がまとめた「中国体育史参考資料」による。
その動作は剛柔相済、快慢兼備を理想とし、楊家太極拳にある特徴的な柔軟さや緩やかな動作だけではなく、跳躍動作や震脚（全身を沈め、大地を強く足で踏む動作）など激しく剛猛な動作をも含んでいる。発勁（中国武術でいう全身を協調一致させて威力を発する技術）は楊家太極拳の得意とする暗勁（大きな動作を伴わない発勁法）ばかりではなく、炮捶独特の明勁（大きな動作を伴う発勁法）をも得意とし、陳一族の独自の工夫による纏絲勁（纏絲精・らせん状の捻りを伴った勁）によって全身の勁力を統一的に運用する。
炮捶である為、太極拳とは違い、豪快な印象を持たれやすいが、慢練（型をゆっくりと練習すること）や、高齢の達人の拳風は剛柔が相済されるため、和（か）式太極拳や楊式太極拳を連想させるかのように柔らかく緩やかにも見える。
楊式太極拳の祖、楊露禅は陳長興（陳氏十四世）に陳家太極拳を学び、陳発科、杜毓沢は陳延煕（陳氏十六世）に学んだとされるが、楊露禅は蒋発から伝わった張三丰の太極拳を学んだという蓋然性か高い。
異説はあるが20世紀に入り、陳発科が北京で大架式系統を教授してから、一般に普及しはじめたといわれるが、 陳発科は自らの拳法を陳家の炮捶であると言っている。

## 拳架（陳式套路の各種スタイル）
起源については現在も議論がある。武術史研究家唐豪以来の通説は、元朝に加担したため明の太祖・洪武帝による「犬の子一匹、生きて残すな」という殺戮によって無人地帯と化していた河南省温県常陽村（現・陳家溝村）に1374年、一族の長老、陳ト（これを陳氏初世とする）に率いられ強制移住させられた陳氏一族に家伝として伝えられていた武術が起源であるとされる。その制定者についても諸説ある。陳氏九世陳王廷（1600年頃 - 1680年頃 明末の文痒生、清初の武痒生）が家伝の武術（陳氏一族が温県に強制移住を命じられるまで住んでいた山西省臨汾市洪洞県に今も伝わる通背拳か？）や、戚継光の『紀效新書』、諸家の武術を参考に創始したとする説が有力である。
陳氏十九世陳小旺によると、陳王廷が制定した套路は、洪砲捶百八拳、五套捶、陳式長拳、十五洪、十五砲の五種。
陳氏十四世陳長興は煩雑な套路を整理し、一路（洪砲捶百八拳、五套捶）、二路（陳式長拳、十五洪、十五砲。これを砲捶とも呼ぶ）を制定した。これを老架式と称する。
さらに陳氏十四世陳有本、有恒兄弟が（世代は同じであるが年代的には少し下がる）これを小架式に改変し、以後、陳長興が制定したものを老架式、陳有本、有恒が制定したものを新架式と呼んで区別していた。その後、陳氏十七世陳発科（陳氏中興の祖と称される）が新たに新架式（大架式）を制定するに及び、以後、陳有本が制定した新架式を小架式と称するようになった。但し、正式な制定が中華人民共和国成立後のため、今も台湾では小架式を新架式と呼んでいる。そのため日本では呼称に混乱がみられる。
陳式太極拳が広く外部に伝わったのは中華民国初年、第十八世、陳照丕が北京（当時は北平）に出てからだと言われる。照丕が当時の首都、南京中央国術館に呼ばれ、代わりに北平に赴いたのが陳発科である。そういった関係で陳家溝以外では新架式が専ら行われているが、南京付近では老架式も普及している。
この他の陳氏のスタイルとしては陳有本の甥で、陳家溝の隣村の趙堡鎮に婿入りした陳清萍の拳架である趙堡架式と、陳清萍の弟子の李景炎によって考案された忽雷架式がある。
陳式の学習者の間では大架式に対し小架式、趙堡架式、忽雷架式は、形的には非常に似ていて同一視され易い傾向にあるが、動作的にはどれも特徴ある表演（演武）スタイルをとる拳架である。
陳式太極拳の理論書としては、陳鑫（陳品三）の陳氏太極拳図説（陳氏小架式の拳譜）などがある。また、明代に戚継光が編纂した紀効新書の本文十八巻の一つである拳経には、陳式太極拳と共通する技法が見られる。

## 伝承者
17代目 陳発科（ちん はっか、陳 發科、1887年 - 1957年）達人。
陳氏太極拳正宗の家系で、陳長興の曾孫。清国河南省温県陳家溝の出身。
1928年に、請われて北平（北京）に出向き陳家溝の武術（陳氏太極拳の大架系統）を指導する。
18代目　陳照旭（ちん・しょうきょく、1909年-1960年）
父は陳発科。息子は陳小旺。河南省温県陳家溝の出身。最後の第五層功夫と言われる。　
1960年に反右派闘争で、収容施設を脱走しようとして射殺されている。